# Miguel La Fay Bardi
Miguel La Fay Bardi OCarm (* 11. November 1934 in Chelsea, Suffolk County, Massachusetts; † 20. Oktober 2021 in Needham, Norfolk County, Massachusetts) war ein US-amerikanischer Ordensgeistlicher der römisch-katholischen Kirche und Prälat von Sicuani.

## Leben
Michael La Fay (so sein Geburtsname, in Peru gebrauchte er später die spanische Namensform und fügte – wie üblich – den Familiennamen der Mutter an) trat 1954 der Ordensgemeinschaft der Karmeliten bei. Nachdem er ein Philosophiestudium am Mount Carmel College im kanadischen Niagara Falls 1957 abgeschlossen hatte, studierte Miguel Bardi Katholische Theologie am Priesterseminar Whitefriars Hall der Karmeliten in Washington. 1957 legte er seine Profess ab und empfing am 4. Juli 1960 in Hamilton (Massachusetts) die Priesterweihe. Er absolvierte anschließend noch ein Theologiestudium in Lima und ein Studium der Spiritualität an der Päpstlichen Universität Heiliger Thomas von Aquin in Rom. Danach war er hauptsächlich in Peru tätig. Er war unter anderem Pfarrer der Pfarrei Nuestra Señora del Carmen in Lima und von 1993 bis 1996 Provinzial der Karmeliten in Peru.
Papst Johannes Paul II. ernannte ihn am 26. Juli 1999 zum Prälaten von Sicuani. Der Erzbischof von Lima, Augusto Kardinal Vargas Alzamora SJ, spendete ihm am 15. Oktober desselben Jahres in der Kathedrale von Lima die Bischofsweihe; Mitkonsekratoren waren Raimundo Revoredo Ruiz CM, emeritierter Prälat von Juli, und Lino Panizza Richero OFMCap, Bischof von Carabayllo. Die Amtseinführung in Sicuani fand am 24. Oktober 1999 statt.
Am 10. Juli 2013 nahm Papst Franziskus seinen altersbedingten Rücktritt an.

## Auszeichnungen und Ehrungen
- Medalla de Oro de Santo Toribio de Mogrovejo (Peru, 2011)